# Chung Shan Industrial and Commercial School
Chung Shan Industrial and Commercial School (kinesiska: 中山学校财团法人高雄市中山高级工商职业学校) är en yrkesskola i Kaohsiung, Taiwan. Skolan grundades 21 september 1957. Dess namn kommer från Sun Yat-sens smeknamn Chung Shan.
Förutom sin undervisning är skolan även känd för sin idrottsverksamhet, med framstående lag på damsidan i volleyboll (grundat 1974) och fotboll (grundat 1981). Bägge har flera gånger vunnit skolmästerskapen i Taiwan. Internationellt har volleybollaget flera pallplaceringar i Asian Women's Club Volleyball Championship. I fotboll har de inte samma tunga meriter, men har vunnit flera ungdomsturneringar, som klass K i Gothia Cup 1994.